# János Kornai
János Kornai (21. ledna 1928, Budapešť, Maďarsko – 18. října 2021, Budapešť) byl maďarský reformní ekonom, kritik plánovaného hospodářství.

## Životopis
János Kornai se narodil v Budapešti v roce 1928 v židovské rodině, příjmení se rodným jménem Cornhauser. Otec-právník, který zemřel v Osvětimi, se Jánošovi podařilo uprchnout před nacisty. Stal se zastáncem komunistických myšlenek, v roce 1945 pracoval v Ústředním výboru Komsomolu. Dva roky studoval filozofii na univerzitě v Budapešti. V letech 1947-1955 byl ekonomickým redaktorem v novinách svobodní lidé.
Od poloviny roku 1955, po absolvování postgraduálního studia na Budapešťské univerzitě ekonomických věd Karla Marxe, začal pracovat na ekonomickém institutu Maďarské akademie věd. V roce 1956, měsíc před vypuknutím Maďarského povstání, obhájil disertační práci o historii a filozofii, ve které kritizoval hypercentralizaci hospodářského systému. V té době přestal být ortodoxním marxistou, ale nadále věřil v možnost reformovat socialistický systém.
V roce 1961 získal doktorát na Budapešťské univerzitě ekonomických věd Karla Marxe a v roce 1966 druhý doktorát z ekonomie na maďarské akademii věd.
V roce 1967 působil jako profesor ekonomie na ekonomickém institutu Maďarské akademie věd. Pracoval jako hostující profesor na řadě západních univerzit, včetně Stanfordu (1968, 1973), Princetonu (1972, 1983), Stockholmu (1976-1977).
V letech 1986-2002 byl profesorem na Harvardově univerzitě. Od roku 1987 je vedoucím katedry ekonomie Wang. Spolupředseda odboru plánování rozvoje OSN (1991-1993).
V roce 1978 byl zvolen prezidentem ekonometrické společnosti, v roce 1987 prezidentem Evropské hospodářské asociace.
Od roku 1972 je čestným členem Americké akademie humanitních a přírodních věd, od roku 1976 čestným členem americké ekonomické asociace, od roku 1980 Královské akademie věd Švédska, v roce 1978 získal čestné tituly na univerzitě v Paříži a na univerzitě v Poznani (Polsko). V letech 1972-1977 působil jako místopředseda Komise OSN pro plánování rozvoje, Emeritní profesor na Corwinově univerzitě, čestný prezident Evropské asociace pro evoluční politickou ekonomii.
V roce 1992 podepsal "varování pro lidstvo".
V letech 2002 až 2005 byl prezidentem Mezinárodní ekonomické asociace.
Od roku 2011 je čestným předsedou Evropské hospodářské asociace.

## Rodina
Byl dvakrát ženatý, jeho první manželkou byla Teréz Laky, novinářka a socioložka. Jeho druhou manželkou byla Zsuzsa Dániel, ekonomka. Tři děti: Gábor Cornai, András Cornai (narozen 1957) a Judith Weibull

## Vědecká kreativita
První kniha "Supercentralizace" vyšla v roce 1956 a obsahovala kritiku ekonomiky sovětského vzoru. V Maďarsku byla práce odsouzena, ale byla vysoce hodnocena západními ekonomy.
Poté zvolil nejméně zpolitizovanou oblast výzkumu-využití lineárního programování v plánování. Ve spolupráci s T. Liptákomgieo vyvinul originální metodu pro řešení problémů blokového programování — metodu programování na dvou úrovních.
Cornai, frustrovaný z marxismu, se stal přívržencem neoklasické ekonomické teorie, ale také ho přestala uspokojovat. V knize" Anti-vyváženost " se Cornai zabýval nedostatky valrasovské teorie obecné rovnováhy. Od té doby přestal být bezpodmínečným zastáncem jakékoli doktríny a označuje se za eklektického ekonoma, který do sebe vložil myšlenky různých škol.
Práce "deficit" se věnuje problému chronického deficitu v socialistické ekonomice, jeho příčinám, projevům a důsledkům v kontextu fungování společného systému. Poté, co uznal deficit za imanentní socialistický systém, Cornai dospěl k závěru, že odstranění deficitní ekonomiky nelze provést bez změny této ekonomiky jako celku, bez přechodu do jiného, "normálního stavu", k jinému typu rovnováhy. V knize Cesta ke svobodné ekonomice (1990) odmítl myšlenku "tržního socialismu" a rozhodl se ve prospěch soukromého vlastnictví a kapitalismu.
János Cornai poprvé v roce 1976 přednášel na Stockholmské univerzitě, zavedl do ekonomické literatury koncept mírného rozpočtového omezení a v roce 1979 publikoval článek "omezený systém zdrojů proti systému omezenému na poptávku", kde byla poprvé uvedena definice "měkkého rozpočtového omezení"-efektu, při kterém ekonomičtí činitelé při rozhodování o rizicích platební neschopnosti očekávají, že v takové situaci jim bude poskytnuta finanční pomoc zvenčí.

## Pozdější kariéra a odkaz
Po ukončení svého působení jako prezident Mezinárodní ekonomické asociace v roce 2005 zůstal János Kornai aktivní v ekonomickém výzkumu a veřejném životě. Jeho práce pokračovala v zaměření na analýzu ekonomických systémů a institucí a na vývoj ekonomických teorií. Kornai přispěl také k porozumění tranzice z komunistických ekonomik do tržních ekonomik ve střední a východní Evropě. Jeho odkaz jako jednoho z nejvýznamnějších ekonomů 20. a 21. století zahrnuje široké spektrum teorií, metod a názorů, které ovlivnily generace ekonomů a politických činitelů.

## Odměna
Za své úspěchy v oblasti ekonomické vědy byl opakovaně oceněn:
1969-cena Maďarské akademie věd
1974-cena Maďarské akademie věd
1982-cena Franka Seidmana
1983-státní cena Maďarské republiky
1983-Humboldtova cena
1992-Erasmus Medal Evropské akademie
1994-zahraniční člen Ruské akademie věd
1994-hlavní cena a cena Ference Deac za zásluhy o sociální vědy od Nadace "pro Renovanda Cultura Hungariae"
1994-Cena Sečaňa
1997-cena Johna von Neumanna Od Laszlo Rika College of Advanced Studies 
1997-důstojník Řádu čestné legie
1997-cena za propagaci pověsti Maďarů od maďarské vlády
2002-Komandérský kříž Řádu zásluh za Maďarskou republiku
2005-čestný občan Budapešti
2005-cena Prima Primy
2007-Komandérský kříž s hvězdou Řádu zásluh za Maďarskou republiku
2008-celoživotní člen Maďarské ekonomické asociace
2009-cena "dvacet let staré republiky" od maďarské vlády
2010-leontievova medaile
2010-velký kříž Řádu zásluh za Maďarskou republiku
2013-Cena 21. století.